# Махмуд Гаван
Махмуд Гаван (1411—1481) — индийский государственный и военный деятель, писатель и поэт Бахманийского султаната. Способствовал расширению и подъёму государства.

## Жизнеописание
Происходил из Персии. Родился в селе Гаван в области Гилян. Его настоящее имя — Ходжа Имад-эд-Дин Махмуд Гиляни. Получил хорошее образование, был знаком с исламским богословием и математикой. В 1444 году он прибыл из Персии в Бидар (столица Бахманийского султаната). Впоследствии он привлек внимание султана Ахмада II (1436 — 1458), который поручил Гавану подавить восстание Джалал-хана, что было им успешно осуществлено.
В правление султана Хумаюна Салим-шаха (1458 — 1461) Махмуд Гаван получил новое признание при дворе, в 1458 году новый монарх назначил Махмуда Гавана первым министром с титулом "Малик аль-Туджар". Впоследствии он стал учителем старшего сына последнего, который в 1461 году стал новым султаном под именем Ахмад III (1461 — 1463). Учитывая возраст последнего Махмуд Гаван возглавил регентский совет.
Под его непосредственным руководством армия Бахманийского султаната претерпела серьезные изменения. Она стала более похожей на регулярную. В то же время улучшилась ее организационная структура, было налажено обучение воинов, а также многочисленных боевых слонов. При Махмуде Гаване много военачальников стало назначаться не по признаку принадлежности к знати, а за военные таланты и доблести. Особой заботой первого министра было вооружение воинов, создания его запасов. Стал первым, кто стал внедрять в индийских войска огнестрельное оружие. Впоследствии приказал наладить производство пороха.
В 1461 году с успехом отразил нападения врагов — махараджи Капилашвари из Ориссы и Махмуд-шаха I, султана Малвы. благодаря этому авторитет и влияние Махмуд Гаван еще больше поднялся. Впрочем старался придерживаться равновесия между различными фракциями при дворе: афаки (персов), деккане (местных) и хабши (африканцев).
В 1463 году после смерти Ахмада III и вступления на султанский престол его младшего брата Мухаммеда III Лашкари (1463—1482) Махмуд Гаван сохранил свое влияние при султанском дворе, а в 1466 году с помощью матери султана уничтожил своего соперника при дворе Хожу-и-Джахан Тюрка. Вслед за этим Махмуд Гаван получил титул Ходжа-Джахан.
Бахманийский султан Мухаммед III Лашкари разрешил своему первому министру ходить в любые походы, которые обещали государству расширение его владений и богатую военную добычу. Для обеспечения границ на севере Махмуд Гаван заключил мирный договор с Малавским султанатом. После этого обратился на западные земли. К 1469 году Махмуд Гаван покорил индусские княжества (прежде всего Сангамешвара) на побережье Камбейского залива Аравийского моря — земли между Гуджаратом и Гоа. При этом было уничтожены базы маратхских пиратов Шанкара Рао, которые грабили паломников в Мекку и мусульманских торговцев. После этого воины покоренных княжеств и уцелевшие на войне боевые слоны пополнили армию завоевателя.
В 1470 году Махмуд Гаван вмешался в борьбу за власть в Ориссе, в 1471 году помог одному из претендентов — Джаджнагару — занять трон. В благодарность за это получил города Раджамандри и Кондавиду.
В 1474—1476 годах Махмуд Гаван осуществлял многочисленные мероприятия во время великой засухи, которая вызвала голод в султанате. В то же время много сделал для развития и украшения Бидара — столицы султаната. По его приказу построено большое медресе, где обучали богословию, математике, философии, различным практическим наукам. Одновременно была проведена административная реформа, по которой султанат разделен на 8 тарафов (провинций), наместники которых непосредственно подчинялись султану. Одновременно в важнейшие крепости предназначались киладары (военные руководители), которые также предназначались султанами. Этими действиями было существенно ограничено влияние местных феодалов, улучшена организация управления государственным имуществом и армией. При этом все налоги стали поступать сразу к султанской казны, без вмешательства местной знати.
Результатом хорошо продуманного похода 1475 года стало присоединение к султаната портового города Гоа и прибрежной области вокруг него. Завоевание этого города дало добычу и значительные портовые сборы с Гоа.
В 1478 году Махмуд Гаван отправился в поход на северо-восток. Он разгромил индусское государство Ориссу — давнего противника султаната и завоевал большую часть побережья Бенгальского залива на север от реки Годавари. Тогда же превосходство Бахманидов признал Адил-хан Фаруки, султан Хандеша (1457 — 1503). Благодаря этим успехам Бахманийский султанат стал одним из сильнейших государств Декана.
Вместе с тем такие успехи вызвали зависть султанской свиты. Самым опасным было то, что в их числе оказалось немало членов большой семьи султана Мухаммеда III Лашкари. Последний стал опасаться популярности своего первого министра среди подданных, и прежде всего среди военных.
Гаван в свою очередь после победы над армией Ориссы отправился в новый поход против Виджаянагарской империи, в котором одержал новую победу, захватил города Канчипурам и Канджеварам. Вскоре после возвращения в столицу султаната в апреле 1481 года султан по надуманному обвинению приказал казнить своего первого министра. Впрочем вскоре султан пожалел о своем решении и приказал похоронить Гавана с почестями.

## Образование
Он построил великий университет в Бидаре, который известен как медресе Махмуда Гавана. Почти в самом центре старого города Бидара стоят изящные здания, свидетельствующие о гениальности и эклектизме Махмуда Гавана. Будучи лингвистом и математиком, он вместе с тщательно подобранными учеными, философами и религиозными провидцами создал выдающуюся религиозную школу. Его обширная библиотека насчитывала три тысячи свитков.
Это медресе имело 242 фута в длину, 222 фута в ширину и 56 футов в высоту. Трёхэтажное здание с монументальным минаретом, мечетью, лабораториями, лекционными залами и студенческими кельями с видом на огромный двор с арками со всех сторон, придающими ему изящный фасад. Многие из синих плиток на внешних стенах мечети были украдены.

## Творчество
Махмуд Гаван Был известен как поэт и прозаик, сочинял произведения на персидском языке. Впрочем из его произведений сохранилось немного. Прежде всего известно о работе «Manazir al-insha» и «Riyad al-insha», что представляет сборник записей и писем Гавана, где содержится важная информация относительно истории государств Декана. От поэтического наследия Махмуда Гавана ничего не осталось.

## В хрониках
Русский путешественник Афанасий Никитин, посетивший Бидар в то время, утверждает, что во дворце Махмуда Гавана была охрана из ста вооруженных людей и десяти факелоносцев.